# プロトマンガノ鉄直閃石
プロトマンガノ鉄直閃石 (Proto-mangano-ferro-anthophyllite) とは、角閃石グループに属する鉱物の一種。結晶系は斜方晶系。筑波大学の末野重穂と松浦茂らにより発見された。
2012年の角閃石グループの再定義に伴い、組成の「マンガノ」が廃止されて「末野閃石グループ」が創設され、プロトフェロ末野閃石（Proto-ferro-suenoite）と改名された。

## 産出地
プロトマンガノ鉄直閃石は、原産地である栃木県鹿沼市の日瓢鉱山と福島県川俣町の水晶山の2ヶ所でしか産出が報告されていない。

## 性質・特徴
プロトマンガノ鉄直閃石は、 [ ][Mn+22][Fe+25](Si4O11)2(OH)2 の組成を持つイノケイ酸塩鉱物である。この組成は単斜フェロ末野閃石（Clino-ferro-suenoite）（旧名:マンガノグリュネル閃石（Manganogrunerite）と同一であるが、結晶構造が異なる。
プロトマンガノ鉄直閃石は、名称にプロトと付くとおり、珍しいプロト型の角閃石である。イノケイ酸塩鉱物である角閃石と輝石は、通常はケイ酸塩で構成された鎖が2個つながっており、この繰り返しによって結晶を構成している。しかし、合成実験ではプロト型と呼ばれる、鎖が1個のみで繰り返されているものが報告されていた。天然で発見されているのは角閃石のみであり、1986年に発見されたプロトマンガノ鉄直閃石とプロトフェロ直閃石 (Proto-ferro-anthophyllite) 、2001年に発見されたプロト直閃石 (Proto-anthophyllite) の3種である。なお、この3種はいずれも日本で発見された鉱物である（プロトフェロ直閃石のみアメリカ合衆国の原産地と共に登録されている）。

## サイド・ストーリー
旧名のプロトマンガノ鉄直閃石は、英名は Proto-mangano-ferro-anthophyllite となっている。これはハイフンを除いても30文字であり、2012年の角閃石グループの再定義までは英語名が最も長い鉱物であった。現在ではフッ素カリ苦土アルベゾン閃石 (Potassic-magnesio-fluoro-arfvedsonite) の34文字が最も長い。
プロトマンガノ鉄直閃石は、1986年に発見された日本産新鉱物である。申請時はプロトマンガネーズ直閃石（protomanganese-anthophyllite）として承認されたが、国際鉱物学連合の新鉱物・鉱物名委員会による角閃石グループの命名規約が改定中だったため承認が停止され、1998年と2002年の記載論文においてプロトマンガノ鉄直閃石（当時は"protomangano-ferro-anthophyllite"、2003年にハイフン追加）となった。そして上記の通り、2012年の命名規約変更において新たなルートネームが設定されることとなり、記載論文の著者らの了承を経て、2001年に死去していた末野の名を冠して末野閃石グループが創設されてプロトフェロ末野閃石となった。